# Baju Melayu

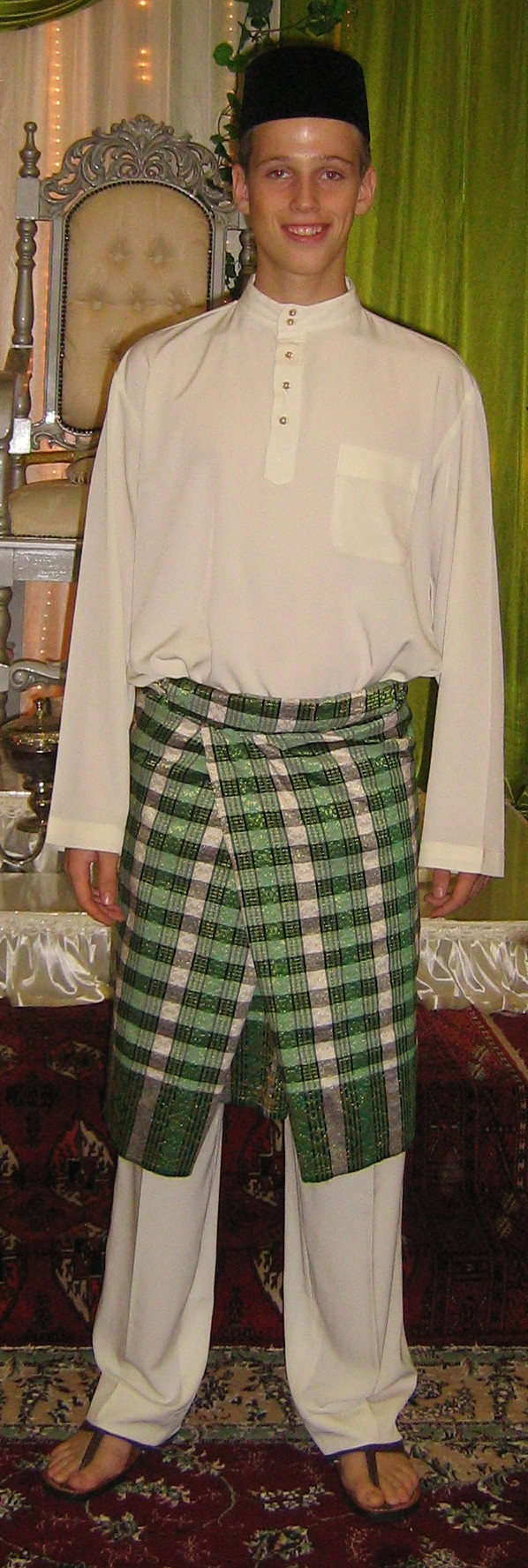
Baju Melayu

Il Baju Melayu è un abito maschile tipico della tradizione  malese. L'equivalente femminile del baju melayu è chiamato baju kurung.

## Descrizione
La parola Baju Melayu si può tradurre letteralmente come camicia malese e consiste principalmente di due pezzi principali.
Il primo "pezzo" è il baju, una camicia a maniche lunghe con colletto rigido ed alzato, chiamato cekak musang. Il secondo "pezzo" è il pantalone, in seta, cotone o un misto di poliestere e cotone. A volte è presente anche un terzo "pezzo" del vestito, una specie di gonna simile al sarong, indossato intorno alla vita. Per completare l'abito spesso si indossa anche un copricapo chiamato songkok.

## Utilizzo
Il baju melayu è comunemente indossato in occasione di cerimonie religiose ed eventi ufficiali. Durante eventi nazionali, la divisa tipica maschile è proprio il baju melayu di colore nero, mentre quello di colore bianco è tipico delle famiglie nobili.